# مایکل اونیل (بازیکن فوتبال)
مایکل اونیل (انگلیسی: Michael O'Neill؛ زادهٔ ۵ ژوئیهٔ ۱۹۶۹) بازیکن سابق و مربی فوتبال اهل ایرلند شمالی است.
از باشگاه‌هایی که در آن بازی کرده‌است می‌توان به باشگاه فوتبال آبردین، ریدینگ، باشگاه فوتبال داندی یونایتد، نیوکاسل یونایتد، باشگاه فوتبال کاونتری سیتی، باشگاه فوتبال هیبرنین و ویگان اتلتیک اشاره کرد.
اونیل همچنین سابقه مربی‌گری در تیم‌های شامروک روورز و تیم ملی فوتبال ایرلند شمالی را در کارنامه دارد.